# Nerebtum
Nerebtum est une ville de la Mésopotamie antique, situé dans la vallée de la Diyala. Elle correspond à l'actuel site d'Ishchali. Ce site date de l'époque où le royaume d'Eshnunna dominait la région de la Diyala (XIXe au XVIIIe siècle av. J.-C., période paléo-babylonienne).
Un premier bâtiment important, le "sérail", consiste en un ensemble de résidences, agglomérées les unes aux autres. Un temple de Sin, datant de l'époque d'Isin-Larsa, a lui aussi été dégagé, avec ses dépendances.
L'édifice le plus important exhumé à Ishchali est un autre temple, dédié à Ishtar-kititum. Il est rectangulaire, a pour dimensions 22 mètres de longueur sur 15 mètres de large. Un portail principal ouvrait sur une cour centrale, au nord de laquelle se trouvaient des petites pièces. À l'est, on accédait à une petite cour intérieure, qui donnait sur la cella. Il s'agit de l'organisation-type des temples mésopotamiens de la période.
Ishchali a livré un corpus de textes de l'époque paléo-bablyonienne, de type juridique et épistolaire avant tout.